# 潘譢
潘譢（？—1592年），號梅岩，直隸太平府當塗縣人，明朝政治人物。

## 生平
萬曆十年（1582年）壬午科應天鄉試舉人。萬曆二十年（1592年），登壬辰科第三甲第二百三十五名進士，觀吏部政，卒。

## 家族
曾祖潘鍈；祖父潘節，學正；父潘梁。